# Admontia tarsalis
Admontia tarsalis är en tvåvingeart som beskrevs av Daniel William Coquillett 1898. Admontia tarsalis ingår i släktet Admontia och familjen parasitflugor. Inga underarter finns listade i Catalogue of Life.